# 能登弁
能登弁（のとべん）は、石川県北部の能登地方（旧能登国）で話されている日本語の方言である。北陸方言の一種。

## アクセント
|          |     |            | 京阪式（京都） | 能登主流   | 内輪東京式（一般的なもの） |
| -------- | --- | ---------- | -------------- | ---------- | -------------------------- |
| 二拍名詞 | 1類 | 顔・風・鳥 | ●●（●）        | ○●（●）    | ○●（●）                    |
| 二拍名詞 | 2類 | 音・石・紙 | ●○（○）        | ○●（○）    | ○●（○）                    |
| 二拍名詞 | 3類 | 犬・月・花 | ●○（○）        | ○●（○）    | ○●（○）                    |
| 二拍名詞 | 4類 | 糸・稲・空 | ○●/○○（●）     | ○○（○）    | ●○（○）                    |
| 二拍名詞 | 5類 | 雨・声・春 | ○●（○）        | ○●/○○（●） | ●○（○）                    |

能登主流のアクセントは京阪式アクセントと東京式アクセントの中間形というべきものであり、2拍名詞の1類は「かぜ」「かぜが」のように発音され、2・3類は「いけ」「いけが」となり、4類は「うみ」「うみが」で低く平板、5類は単独では「あめ」だが、助詞が付くと「あめが」になる。したがって、「低高高」と「低低高」と「低低低」は区別される。ただし、2拍目の母音の広狭によって発音の違いがある。
その他、能登島には内輪東京式アクセントが分布しており、能登半島北西部（輪島市大沢など）には無アクセントや曖昧アクセントが複雑に分布している。

## 音声
音声ではイとエの区別がなく、一部にシとス、チとツ、ジとズの区別がない（ズーズー弁）など、東北方言に似た特徴（裏日本式音韻体系）がみられる。

## 文法
概ね加賀弁と共通するが、富山弁（特に呉西）との共通点もある。理由の「…さかいに」を用いるなど京言葉の影響を強く受けている。
〜まっし（軽い命令）【例】食べまっし（食べなよ）
〜ちゃ（〜よ）【例】そうやちゃ（そうだよ。）
【例文】晴れとるさかい、外で遊ぶまっし。（晴れてるから、外で遊びなよ。）

## 海士町方言
輪島市海士町は、永禄年間から慶安年間にかけて筑前国鐘ヶ崎（現在の福岡県宗像市鐘崎）から移住した漁民によって開かれ、近隣の先住住民と漁場争いなどで長年対立していた過去から、輪島市街地とほとんど一体化している今も、独自の風習や自治組織が維持されている。方言に関しても能登の他地域とは違いが大きく（言語島）、その特徴のなかには北陸方言では一般的でなく九州方言との関連が指摘されるものも複数ある（※を付けたもの）。
- 語中のガ行音は石川県全域で鼻音になるが（鼻濁音）、海士町では非鼻音で発音する[4]。
- 連母音のアイとアエが頻繁にエーに融合する[4]。（例）浅い→あせー、在郷→ぜーご（田舎）、さざえ→さぜー
- 助詞「は」「い」「を」が前の語と融合する[4]。（例）あれは→ありゃー、あれい→ありー、あれを→ありょー
- ※方向を表す助詞に「い」を使う[3]。（例）東の方い行く、東京い着く、ここいある
- ※進行を表す助動詞に「よる」と「とる」を使う（他の能登では「とる」のみを使う）[4][3]。（例）戸を開けよる（戸を開けている）
- ※可能を表す助動詞に「きる」を使う[3]。（例）書ききる（書くことができる）、書ききらん（書くことができない）
- ※つららを「もーご」と言うが、福岡県と大分県に「もーがんこ」「もーが」という類似した語形が存在する[3]。そのほかに海士町以外の北陸では使われず九州（をはじめとする西日本各地）と共通する語彙として、くるぶく（うつむく）、ねずむ（つめる）、ほめく（火照る）、なおす（片づける）、ふとい（大きい）、すくれる（水中で寒くなる）、ほがす（穴をあける）、くろずみ（打ち身のあざ）がある[3]。

## 能登弁が使われている作品
- まれ
- スキップとローファー